# Parafia św. Marii Magdaleny w Tuchowiczu
Parafia Świętej Marii Magdaleny w Tuchowiczu – parafia rzymskokatolicka w Tuchowiczu.
Parafia erygowana w 1440 roku. Obecny kościół parafialny murowany, wybudowany w stylu neoromańskim w latach 1876–1880 (wg innych źródeł budowę rozpoczęto w roku 1881) wg projektu Władysława Hirszela, staraniem ks. Adama Byszewskiego, konsekrowany w 1900 roku przez bpa Franciszka Jaczewskiego.
W świątyni znajdują się organy zbudowane 1851 r. przez wrocławskiego organmistrza Roberta Moritza Müllera (jedne z trzech zachowanych). Początkowo instrument znajdował się w kościele pw. św. Aleksandra w Warszawie. W 1889 r. organy postanowiono wymienić na nowocześniejsze – stary instrument powędrował do Tuchowicza. Odpowiedzialny za przeniesienie instrumentu Kazimierz Potulski wykorzystał jednynie piszczałki, wiatrownice i elementy traktury, natomiat szafa i stół gry zostały zbudowane na nowo – dopasowane do nowego miejsca, stosunkowo niewielkiego chóru muzycznego. W latach 2020–2023 przeprowadzono kompleksową renowację połączoną z częściową rekonstrukcją instrumentu. Poświęcenia organów po remoncie dokonał 12 listopada 2024 bp Kazimierz Gurda.
Terytorium parafii obejmuje Tuchowicz, Anonin, Celiny Szlacheckie, Celiny Włościańskie, Gózd, Kij, Józefów, Wólka Zastawska.